# Anne-Geneviève de Lévis
Titre
Princesse de Soubise
15 février 1694 – 20 mars 1727
(33 ans, 1 mois et 5 jours)
Anne-Geneviève de Lévis, dite Mademoiselle de Ventadour, est née en février 1673 et est morte à Paris le 20 mars 1727. Fille de Madame de Ventadour, qui fut gouvernante du roi Louis XV, elle devint princesse de Turenne lors de son premier mariage puis duchesse de Rohan-Rohan et princesse de Soubise par son second. Elle sera la grand-mère du prince et maréchal Charles de Rohan-Soubise.  

## Biographie

### Enfance
Anne-Geneviève est la fille unique qu'eurent Louis-Charles de Lévis et son épouse Charlotte de La Mothe-Houdancourt. Ses parents se marièrent à Paris en 1671. Le père de la jeune fille, le duc de Ventadour, est gouverneur du Limousin. Le duc est généralement dépeint comme « terrifiant » : très laid, physiquement déformé et à la sexualité débauchée. Cependant, les privilèges liés au rang de duchesse, comme le fameux « tabouret de grâce », compensaient ce mariage malheureux.
Surnommée « Mademoiselle de Ventadour » avant d'être mariée, Anne-Geneviève hérite de tous les biens de son père en 1717 en tant qu'enfant unique, lui succédant sur ses terres. Du fait de son mariage, celles-ci passent à la Maison de Rohan. 

### Mariage
En 1689, selon les mémoires du marquis de Dangeau, Anne-Geneviève est d'abord promise à Jacques-Henri II de Durfort, fils du maréchal de Duras et de Marguerite-Félice de Lévis. Cette dernière était la tante d'Anne-Geneviève du côté paternel, ce qui faisait de Jacques-Henri son cousin. Le mariage ne se fait du fait de l'opposition de la mère d'Anne-Geneviève et de sa grand-mère, Louise de Prie, à l'union. 
Anne-Geneviève finira tout de même par épouser à Paris, le 16 février 1691, Louis-Charles de La Tour d'Auvergne, le prince de Turenne, le fils et héritier de Godefroy-Maurice de La Tour d'Auvergne et d'une des nombreuses nièces de Mazarin, Marie-Anne Mancini. Les membres de la Maison de La Tour d'Auvergne possédant alors le rang de prince étranger à la cour, cela leur conférait ainsi le titre d'Altesse. 
En guise de dot, elle reçoit la seigneurie de Roberval, qui passa à la Maison de La Tour d'Auvergne. Le couple n'eut pas d'enfants, le prince ayant été blessé de façon mortelle à la bataille de Steinkerque en 1692. Veuve à l'âge de dix-neuf ans, elle se remarie le 15 février 1694 avec Hercule-Mériadec de Rohan-Soubise, unique fils de François de Rohan-Soubise, prince de Soubise, et de Anne de Rohan-Chabot, qui sera un temps la maîtresse du roi Louis XIV. Le couple aura cinq enfants :
1. Louise-Françoise de Rohan-Soubise (4 janvier 1695 – 27 juillet 1755), elle épouse Guy-Jules-Paul de La Porte Mazarin, un petit-fils d'Armand-Charles de La Porte de La Meilleraye et d'Hortense Mancini, dont descendance[3] ;
2. Charlotte-Armande de Rohan-Soubise (19 janvier 1696 – 2 mars 1733), elle sera abbesse de Jouarre ;
3. Jules de Rohan-Soubise, prince de Soubise. Il épouse Anne-Julie de Melun, fille de Louis de Melun et d'Élisabeth-Thérèse de Lorraine ;
4. Marie-Isabelle de Rohan-Soubise, elle épouse Marie-Joseph d'Hostun de La Baume-Tallard, duc d'Hostun et de Tallard, le fils de Camille d'Hostun, mais il n'y eut de descendance. Elle fut gouvernante des Enfants de France ;
5. Louise de Rohan-Soubise, elle épouse Hercule-Mériadec de Rohan-Guéméné.

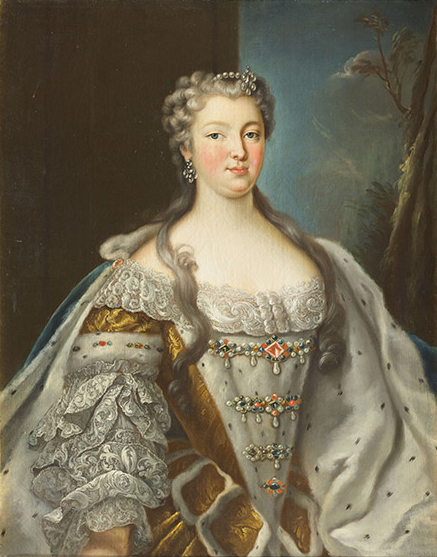
Anne-Geneviève de Lévis-Ventadour, duchesse de Rohan par non-identifié, XVIIIe siècle.

Marie-Geneviève perd son fils unique, Jules de Rohan-Soubise, emporté par la petite vérole durant l'année 1724 ainsi que sa belle-fille, Anne-Julie de Melun. Son petit-fils, Charles de Rohan-Soubise naît en 1710 et, à la mort de ses parents, il est confié à ses grands-parents. Il sera plus tard un ami proche du roi Louis XV et l'arrière-grand-père du duc d'Enghien, assassiné sur ordre de Napoléon Bonaparte, par sa fille aînée Charlotte de Rohan-Soubise. Sa fille, Charlotte-Armande de Rohan-Soubise, deviendra abbesse de Jouarre en 1721 à la suite d'Anne-Margueritte de Rohan. 

### Décès
Anne-Geneviève meurt dans la nuit du vendredi 20 au 21 mars 1727, à Paris, rue de Paradis. Elle est âgée de cinquante-six ans. Elle est enterrée le 23 mars en l'église de la Merci. Son époux, le prince de Soubise, se remarie en 1732 avec Marie-Sophie de Courcillon. Il meurt en 1749. 

## Titulature
- février 1673 – 16 février 1691 : Mademoiselle de Ventadour ;
- 16 février 1691 – 4 août 1692 : Son Altesse la princesse de Turenne ;
- 4 août 1692 – 15 février 1694 : Son Altesse la princesse douairière de Turenne ;
- 15 février 1694 – 18 décembre 1714 : Son Altesse la princesse de Maubuisson ;
- 18 décembre 1714 – 20 mars 1727 : Son Altesse la duchesse de Rohan-Rohan, princesse de Soubise.